# Okenia cupella
Okenia cupella är en snäckart som först beskrevs av Vogel och Schultz 1970.  Okenia cupella ingår i släktet Okenia och familjen Goniodorididae. Inga underarter finns listade i Catalogue of Life.